# Phyllanthus claussenii
Phyllanthus claussenii är en emblikaväxtart som beskrevs av Johannes Müller Argoviensis. Phyllanthus claussenii ingår i släktet Phyllanthus och familjen emblikaväxter. Inga underarter finns listade i Catalogue of Life.